# Ренутет
| r · n | Z7 | t · t |

| r · n | Z7 | t · t |

Ренутет (Кормящая) — обозначение в древнеегипетском календаре начинающегося времени урожая и первого месяца периода шему (Кормящий месяц). Более позднее название первого месяца периода шему — пахон.

## История
Первоначально, ещё со времён додинастического периода истории Древнего Египта и до конца эпохи Среднего Царства ренутет являлся девятым месяцем лунного календаря Сотис и представлял собой период от начала февраля до начала марта. Ряд учёных-египтологов, в частности Алан Гардинер и Р.-Э.Паркер, предположили, что в течение тысячелетней истории Др. Египта месяц ренутет постепенно менял своё положение в годовом исчислении, став к началу эпохи Нового Царства уже восьмым месяцем года. Согласно календарю Эберса, в 1517 году до н. э. ренутет приходился на третий месяц периода перет и продолжался с 14 февраля по 15 марта в Верхнем Египте (на Элефантине), и с 19 февраля по 20 марта в Мемфисе.

## Значение
Ренутет, или Рененутет сопровождался такими эпитетами, как Госпожа амбаров, Госпожа плодородной страны, Госпожа благословения урожая. Во время уборки урожая ячменя (февраль — март) египтяне приносили жертвы богине этого месяца (Рененутет), в честь неё у зернохранилищ и по краям полей устанавливались стелы. 27 числе этого месяца справлялся праздник Рененутет — «День подсчёта ячменя» (по фиванскому календарю — 1 пахона). Как богиня плодородия, Рененутет являлась также и богиней-покровительницей произраставшего льна. Поэтому среди её титулов были и такие, как Госпожа покровов и Охранительница покоев одеяний в храме — в этих покоях боги (и их статуи) облачались в священные одежды, покровы Рененутет.